# 临济宗

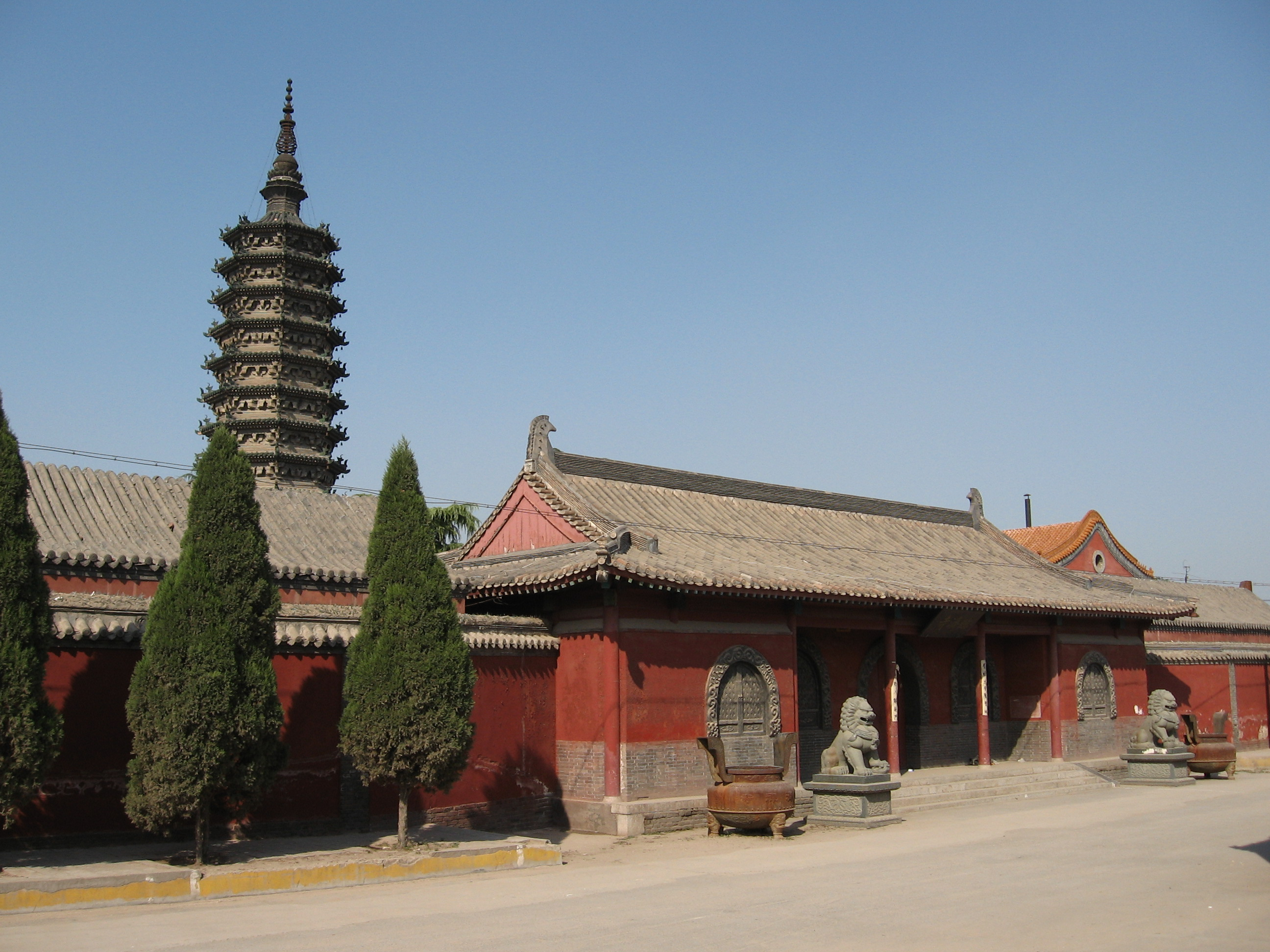
位于河北省正定县的临济寺

临济宗是漢傳佛教禅宗南宗五个主要流派之一，自洪州宗門下分出，始於唐朝臨濟义玄（？－866年）大師。义玄从黄蘗希运禅师学法33年，之后往镇州（今河北石家庄正定）滹沱河畔建临济院， 弘扬希运禅师所倡启“般若为本、以空摄有、空有相融”的禅宗新法、大张天下，后世称之为“临济宗”，而临济寺也成为临济宗祖庭。因其禅风比较刚劲，故而后世与理论较为细密的曹洞宗相比，称“临济将军，曹洞士民”。

## 思想
义玄的師父黃蘗希運（？－850年) 继承马祖道一“即心即佛”的思想，力倡“心即是佛”之说。“性即是心，心即是佛，佛即是法”。提倡无心，“无心者，无一切心也。如如之体，内如木石，不动不摇；外如虚空，不塞不碍。无方所，无相貌，无得失。”又说：“但能无心，便是究竟”。
义玄从希运学法33年。他要求弟子和信徒首先必须建立对佛法、解脱和修行的“真正见解”；确立“自信”，相信自己“佛性”与釋迦文佛、達摩老祖无别，无需向外求佛求祖，寻求解脱成佛；主张修行不离日常生活。 
义玄主张“以心印心，心心不异”，后世有 “心心相印”一说。临济义玄上承六祖惠能，历南岳怀让、马祖道一、百丈怀海、黄蘗希运的禅法，以其机锋凌厉，棒喝峻烈的禅风闻名于世。现存《临济录》和《祖堂集》卷十九、《景德传灯录》卷十二等记载了他的生平事迹和禅法。

## 中土臨濟宗
臨濟宗傳至宋代，临济宗传至石霜楚圆（986年－1039年），石霜门下高足二人，黃龍慧南（1002年－1069年）開黃龍派；楊岐方會（992年－約1049年）開楊岐派。
黄龙慧南初学云门宗，后从临济宗，大闡禪門，因其住黄龙山（今江西修水县）而得名。
杨岐方会因住楊岐山（今江西萍乡北）而得名。南宋時因為楊岐派傳人、徑山寺住持大慧宗杲大倡話頭禪，使得臨濟宗一支獨秀，成為禪宗與漢傳佛教最具代表性的宗派。

## 臺灣臨濟宗

### 北港朝天宮
- 由第34代樹璧和尚創立於康熙三十三年（1694年）。
- 至今仍聘請佛教臨濟正宗僧侶擔任住持及駐廟法師。

### 佛光山
- 由釋星雲於1967年創辦，致力推廣文化、教育、慈善等利益眾生的事業。
- 在世界各地創設的寺院與道場達300所以上，每天為佛教徒與大眾服務。

### 法鼓山
- 由聖嚴法師於1989年於台灣台北縣金山鄉（今日新北市金山區）創立。
- 法鼓山的宗旨為「提昇人的品質，建設人間淨土」。
- 2006年傳位於第二代方丈果東法師。
- 聖嚴師父最後力推「心六倫」與「你可以不必自殺」的心靈淨化活動。

### 中台禪寺
- 由惟覺老和尚承接師父靈源和尚的中國禪宗五法脈而創立。
- 2001年9月1日於南投縣埔里鎮正式落成，推崇「對上以敬，對下以慈，對人以和，對事以真」的中國倫理教育。
- 開山惟覺大和尚於2016年圓寂，傳給弟子見燈法師，繼續推廣佛教文化與藝術等淨化心靈的社會公益活動。

#### 法脈
- 曹洞宗第四十六代鼓山鼎峰耀成禪師（1858年－？）。
- 1949年，虚云老和尚，中国近代禪宗高僧。中国曹洞宗第四十七代，临济宗第四十三代，云门宗第十二代，法眼宗第八代，沩仰宗第八代。
- 1963年秋，基隆十方大覺禪寺靈源長老(臨濟宗释虚云門下嫡傳弟子)，
- 1991年，临济宗突空智板禅师之智祖派：惟覺禪師、圣严法师
- 2005年，临济宗智祖派：見燈和尚(臨濟宗惟覺禪師門下嫡傳弟子)[來源請求]

### 靈鷲山
- 由心道法師於中國大陸 弘法寺住持釋本煥以及佛光山開山宗長釋星雲兩位長老座下承接臨濟宗法脈。
- 在2007年於深圳弘法寺住持本煥老和尚座下納受法脈，成為臨濟宗第四十五世、別傳堂上第二代傳人，號常妙心道禪人。
- 在2013年於台灣高雄佛光山開山宗長釋星雲座下，領受禪宗法卷、袈裟與念珠。成為臨濟宗第四十九代、佛光山第二代法子，法名心道智達。
- 自1984年於台灣福隆開山後，心道法師以慈悲與禪為宗風，提出「生活即福田，工作即修行」的生活禪理念，教育信眾要以「般若」的精神，在日常生活中照見自己澄淨的本心，以菩提心來利益眾生，獲得心靈的寧靜與滿足。對於現代人忙碌的生活、虛無的心靈，靈鷲山以「平安禪」為簡易禪法，來引導人心，轉化社會，積極推展「寧靜運動」，亦即讓自己每天「心靈歸零」的平安口訣，幫助忙碌的現代人獲得平靜、充實與快樂的心靈。

### 西禪寺尋牛禪院
- 源自於鏡虛惺牛禪師韓國臨濟法脈，牟峰印空禪師於1981年於美國成立曹溪國際禪院，後於1985年更名為西禪寺（Western Son Academy）。
- 2011年10月，由韓國牟峰印空禪師傳法給臺灣人圓濟惠忠禪師，祖師禪法回漢地。
- 2015年8月22日於花蓮縣壽豐鄉成立花蓮縣祖師禪學會，弘揚讓學人究竟認識自己的祖師禪法門。

## 日本臨濟宗
1187年，日僧明庵榮西将黄龙派引入日本，使临济宗在日本得到极大发展。1246年中国僧人蘭溪道隆东渡日本，又传去杨岐派禅法。
日本镰仓时代禅宗24派中，有20派出于杨岐派。1980年代，日本佛教中临济宗信徒逾500万人。而临济宗对日本的茶道、书法、武术、绘画、文学、建筑、能乐、连歌、园艺、料理等都有很大的影响。最有名弟子是北條時宗。

### 建仁寺派
- 1202年（建仁2年），始於日本臨濟宗之祖榮西。
- 大本山是京都的建仁寺[2]。

### 東福寺派
- 1236年，始於圓爾（弁圓）。
- 本山是京都的東福寺[3]。
- 戰國時代，毛利家的外交僧安國寺惠瓊屬於此派。

### 建長寺派
- 1253年，始於蘭溪道隆。
- 本山是鎌倉的建長寺[4]。

### 圓覺寺派
- 1282年，始於無學祖元。
- 本山是鎌倉的圓覺寺[5]。

### 南禪寺派
- 1291年，始於無關普門。
- 本山是京都的南禪寺[6]。

### 國泰寺派
- 1300年頃，始於慈雲妙意。
- 總本山是富山縣高岡市的國泰寺。由山岡鐵舟在明治時代再興。

### 大德寺派
- 1315年，始於宗峰妙超。
- 本山是京都的大德寺。因室町時代的應仁之亂而荒廢，由一休宗純復興。

### 妙心寺派
- 1337年，始於關山慧玄。
- 本山是京都的妙心寺 [7]。塔頭寺院有桂春院・春光院・退藏院[8]等。
- 末寺有3,400餘寺，臨濟宗的最大宗派。

### 天龍寺派
- 1339年，始於夢窗疎石。
- 本山是京都嵐山的天龍寺。

### 永源寺派
- 1361年，始於寂室元光。
- 本山是滋賀縣東近江市的永源寺。
- 末寺以滋賀縣為中心約150寺。
- 明治13年（1880年）以前屬於東福寺派。

### 向嶽寺派
- 1378年，拔隊得勝入甲斐國。1380年，創立向嶽庵（向嶽寺）。
- 本山是山梨縣甲州市的向嶽寺。

### 方廣寺派
- 1384年，始於無文元選。
- 本山是濱松市北區引佐町的方廣寺[9]。
- 末寺以靜岡縣為中心約170寺。
- 明治37年（1904年）以前屬於南禪寺派。

### 相國寺派
- 1392年，始於夢窗疎石。
- 本山是足利義滿在京都建立的相國寺[10]。
- 末寺在日本各地約100寺。鹿苑寺（金閣寺）・慈照寺（銀閣寺）屬於此派。

### 佛通寺派
- 1397年，始於愚中周及。
- 本山是廣島縣三原市的佛通寺[11]。
- 末寺以廣島縣為中心約50寺。
- 明治38年（1905年）以前屬於天龍寺派。

### 興聖寺派
- 1603年，始於虛應圓耳。
- 本山是京都的興聖寺。
- 昭和28年（1953年）以前屬於相國寺派。

## 越南臨濟宗

### 元紹禪派
越南佛教臨濟宗元紹禪派始祖為清代廣東潮州人元紹禪師，俗姓謝，十九歲於報恩寺剃度出家，示寂後，其弟子為其修建和門舍利塔，越南皇帝黎顯宗贈諡“行端”。越南黎朝（後）景治三年（公元1665年）於越南平定省歸寧區創辦佛學院，建十塔彌陀寺，又於順化市建國恩寺及普同塔。后住順化河忠寺時期即開創元紹禪派，以中國禪宗臨濟宗禪法爲宗旨，提倡教禪合一。元紹禪派至今仍盛行於南方地區，其分佈寺院佔越南南方寺院總數的70%。

### 了觀禪派
18世紀初由越南實妙了觀禪師，以承天省(Tỉnh Thừa Thiên)天台山禪宗寺綜合中國臨濟宗與元紹禪派之教義特重領悟真心及以般若為心印等，此派廣泛流傳於越南南方。
越南佛教了觀禪派創始人了觀禪師，扶安省人，俗名黎實妙。曾於靈姥寺從中國禪僧石廉修習禪觀，住龍山慈曇寺。示寂後，朝廷贈諡“正覺圓悟和尚”。
了觀禪派傳承字輩各代分別為清、澄、心、源、廣、潤等，著名的禪師有普淨、殿性善等。
此派傳人有近代聞名國際的禪師釋一行禪師。

## 韓國臨濟宗

### 韓國佛敎太古宗
韓國臨濟宗法脉傳承可追溯至中國元朝，太古普愚禪師（태고보우）和懶翁慧勤禪師（나옹혜근）相繼入漢地求法，均為臨濟宗第二十代傳人，亦是朝鮮臨濟宗的始祖。延伸至韓國的法脈，尚包括朝鮮李朝的西山清虛禪師（청허휴정）（1520-1604)，之後卻經歷了約三百年的韓國佛教被李朝朝廷打壓的黑暗時期。韓國佛教界為因應外部打壓的挑戰，發展出近代韓國本土化禪法宗派，其中一支發展爲韓國佛敎太古宗（韓語：한국불교태고종），簡稱太古宗，僅次於大韓佛教曹溪宗，當下為韓國佛教第二大宗派。
近代清虛下第十二世的鏡虛惺牛禪師（경허성우）（1849-1912）是韓國禪法的復興者，重建源自於菩提達摩及六祖惠能的基石。後來，鏡虛禪師傳法給滿空月面禪師（만공월면）（1871~1946），滿空禪師又傳法給惠菴玄門禪師（혜암현문）（1886-1985）。1910年，日本併吞朝鮮，京城佛教人士成立「圓宗宗務院」，並和日本曹洞宗締結聯盟；反對締結派則於1911年結集南部各寺在曹溪山松廣寺成立「臨濟宗宗務院」，尊太古普愚為祖師。在1945年日治結束後，因净化運動「事判僧與理判僧」的問題，遂分出維護傳統清淨僧團的理判僧「曹溪宗」與日本佛教“帶妻僧”等影響的事判僧「太古宗」。

### 大韓佛教曹溪宗
參見曹溪宗(대한불교조계종)

## 資料來源
1. ↑  . 国学咨询. 2008-04-10  [2016-09-24]. （原始内容存档于2016-09-27）.
2. ↑  .   [2009-12-01]. （原始内容存档于2020-12-03）.
3. ↑  .   [2009-12-01]. （原始内容存档于2020-11-29）.
4. ↑  .   [2009-12-01]. （原始内容存档于2020-11-30）.
5. ↑  .   [2009-12-01]. （原始内容存档于2005-04-10）.
6. ↑  .   [2009-12-01]. （原始内容存档于2008-03-20）.
7. ↑  .   [2009-12-01]. （原始内容存档于2020-05-18）.
8. ↑  .   [2009-12-01]. （原始内容存档于2020-11-23）.
9. ↑  .   [2009-12-01]. （原始内容存档于2020-11-25）.
10. ↑  .   [2009-12-01]. （原始内容存档于2009-03-15）.
11. ↑  .   [2009-12-01]. （原始内容存档于2019-06-02）.

## 外部連結
- 禪宗祖師（页面存档备份，存于）
- 臨濟宗・黄檗宗（页面存档备份，存于）